# Sarothrura affinis
Sarothrura affinis là một loài chim trước đây xếp trong họ Rallidae, nhưng gần đây được xếp trong họ Sarothruridae.